# Принцип вільної енергії
Принцип вільної енергії є математичним принципом у біофізиці та когнітивній науці. Принцип вільної енергії передбачає, що мозок зменшує подив або невизначеність, роблячи прогнози на основі внутрішніх моделей і оновлюючи їх за допомогою сенсорних даних. Це підкреслює мету мозку — узгодити свою внутрішню модель із зовнішнім світом, щоб підвищити точність передбачення. Цей принцип поєднує байєсівський висновок з активним висновком, де дії керуються передбаченнями, а сенсорний зворотний зв'язок їх уточнює. Це має широке значення для розуміння функції мозку,